# Serieåret 1964

## Händelser

### Okänt datum

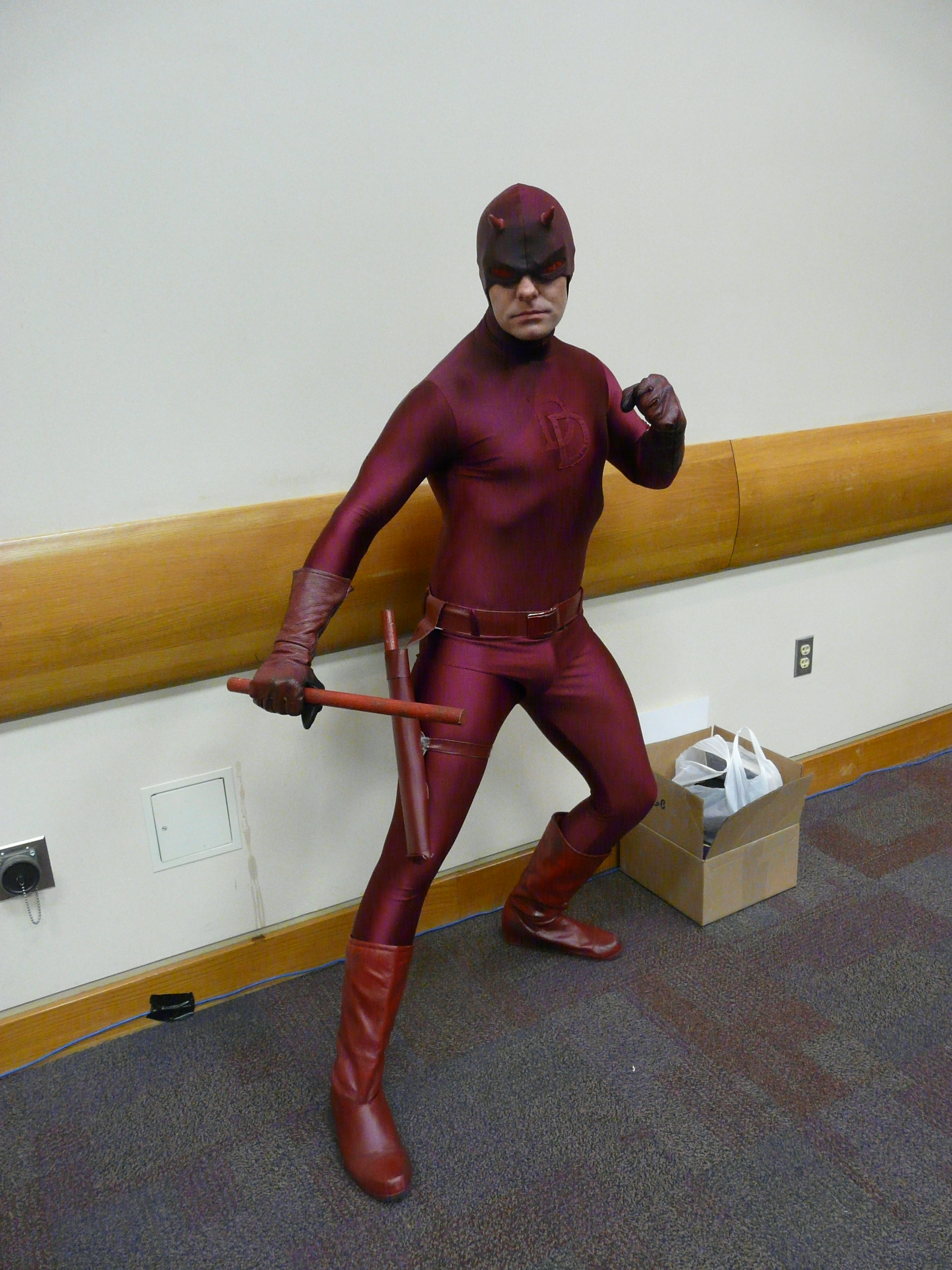
Daredevil

- Seriefiguren Daredevil debuterar i en egen serietidning i USA.
- Brant Parker och Johnny Hart skapar Trollkarlen från Id.
- Den svenska serien Adamson läggs ned.
- Den svenska serietidningen Blondie utökas till att även innehålla Torsten Bjarres familjeserie  Oskar.[1]
- Williams i Sverige börjar ge ut Toppserien.[2]
- Serietidningen Atom i Sverige läggs ner.[3]

## Pristagare
- Reuben Award: Charles M. Schulz

## Utgivning

### Album
- Asterix som gladiator (Astérix gladiateur) i Frankrike. På svenska 1973.[4]
- Bröderna Dalton på krigsstigen (Lucky Luke)[5]
- Eskort västerut (Lucky Luke)[5]
- Undervattensmysteriet (Spirou)[6]
- Ur spår! (Spirou)[6]

## Födda
- 31 januari - Martina Bigert, svensk jurist, serietecknare, illustratör och författare.
- 26 april - Jonas Darnell, svensk serietecknare.
- 11 december - Lewis Trondheim, fransk serieskapare.
- Matti Hagelberg, finsk serieskapare.
- Teddy Kristiansen, dansk serieskapare.

## Avlidna
- 8 december - Percy Crosby (född 1891), amerikansk serieskapare.
- 16 december - Phil Davis (född 1906), amerikansk serietecknare.

### Fotnoter
1. ↑  Swecomics
2. ↑  Swecomics
3. ↑  Swecomics
4. ↑  ”Tintin”. Arkiverad från originalet den 13 februari 2011. https://web.archive.org/web/20110213010603/http://www.asterix.com/books/albums/. Läst 12 mars 2011.
5. 1 2  ”Lucky Luke på svenska”. Arkiverad från originalet den 11 november 2014. https://web.archive.org/web/20141111004811/http://www.visit.se/~dampgrodan/album_kronolog.html. Läst 12 mars 2011.
6. 1 2  ”Spirou enligt Franquin”. Arkiverad från originalet den 23 juli 2010. https://web.archive.org/web/20100723064409/http://www.mantagraphics.com/franquin/helaalbum.htm. Läst 12 mars 2011.